# Fessenheim
Fessenheim es una localidad y comuna francesa, situada en el departamento de Alto Rin, en la región  de Alsacia. Sus habitantes reciben en idioma francés el gentílico de fessenheimois y fessenheimoises. Alberga la más antigua central nuclear de Francia.

## Demografía
| 481 | 896 | 1,653 | 2,002 | 2,000 | 2,097 |
| Para los censos de 1962 a 1999 la población legal corresponde a la población sin duplicidades (Fuente: INSEE [Consultar]) |     |       |       |       |       |

## Economía

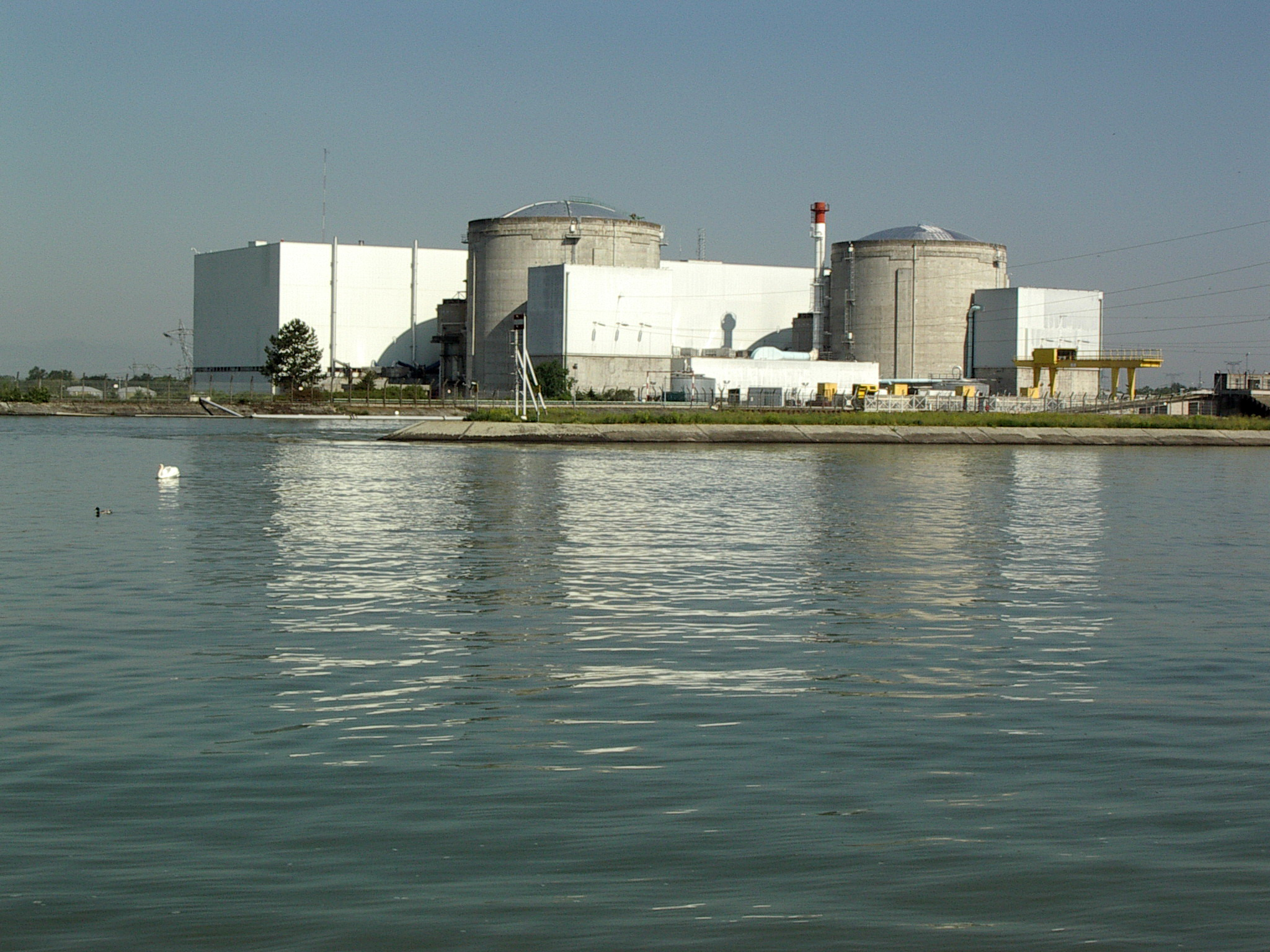
Central nuclear de Fesenheim.

En el término municipal de Fesenheim está ubicada la central nuclear más antigua de Francia en operación y la única de Alsacia. En abril de 2011, poco después del Accidente nuclear de Fukushima I en Japón, se realizaron manifestaciones solicitando su cierre inmediato, señalando que además de su antigüedad, se encuentra en una zona sísmica y sujeta a las inundaciones del río Rin. A esta unidad de producción de energía se añade la central hidroeléctrica del Gran Canal de Alsacia.
En 2006, el entonces presidente francés Jacques Chirac inauguró un puente peatonal de 210 m de longitud por el Rin que comunica con la localidad de Hartheim, en la ribera alemana. Esta infraestructura es uno de los nueve puentes que conectan las regiones fronterizas de Alsacia y Baden-Wurtemberg.

## Personajes célebres
- Victor Schœlcher (1804-1893), político, impulsor del Decreto de 27 de abril de 1848 de abolición de la esclavitud en todo el territorio de Francia y sus dependencias coloniales.